# John Patton (musicien)
Pour les articles homonymes, voir John Patton.
John Patton est un organiste hard bop américain né le 12 juillet 1935 à Kansas City, mort le 19 mars 2002 à Montclair.
Il a joué fréquemment avec le guitariste Grant Green mais également aux côtés de Lou Donaldson, Johnny Griffin, Clifford Jordan, Harold Vick…

## Discographie

### En tant que leader
- Along Came John - BN 84130 (5/4/1963)
- Blue John - BN 84143 (11/7&2/8/1963)
- The Way I Feel - BN 84174 (19/6/1964)
- Oh Baby! - BN 84192 (8/3/1965)
- Let 'em Roll - BN 84239 (11/12/1965)
- Got a Good Thing Goin' - BN 84229 (29/4/1966)
- That Certain Feeling - BN 84281 (8/3/1968)
- Boogaloo - BN 31878 (9/8/1968)
- Understanding - BN 84306 (25/10/1968)
- Accent on the Blues - BN 84340 (9/6&15/8/1969)
- Memphis to New York Spirit - BN 35221 (9/6/69,2/10/70)
- Soul Connection - NILVA 3406 (7/6/1983)
- Blue Planet Man - PADDLE WHEEL (J) KICJ168 (12&13/4/1993)
- Minor Swing - DIW 896 (21/12/1994)
- This One's for Ja - DIW 919 (26/12/1995)
- Eagle Eye Blues avec George Braith - GEORGE BRAITH RECORDS (2001)

### En tant que sideman
- Lloyd Price - Specialty Tracks
- Lloyd Price - ABC Tracks
- Lou Donaldson - The Natural Soul - BN 84108 (9/5/1962)
- Fred Jackson - Fred Jackson session - Inc. Cowbell boogie - BN 21484 (21/6/62)
- Lou Donaldson - Good Gracious! - BN 84125 (24/1/1963)
- Jimmy Smith - Rockin' the Boat - BN 84141 (7/2/1963) on tambourine
- Grant Green - Blues for Lou - BN CDP7 21438 (20/2&7/6/63)
- Johnny Griffin & Matthew Gee - Soul Groove - ATL 1431 (14/5/1963)
- Grant Green - Am I Blue - BN 84139 (16/5/1963)
- Harold Vick - Steppin' Out! - BN 84138 (27/5/1963)
- Lou Donaldson - A Man with a Horn - BN CDP7 21436 (7/6/63)
- Lou Donaldson - Signifyin' - CADET 724 (17/7/1963)
- Don Wilkerson - Shoutin' - BN 84145 (29/7/1963)
- Red Holloway - The Burner - PR 7299 (10/10/1963)
- Lou Donaldson - Possum Head - CADET 734 (28/1/1964)
- Art Blakey - Hold On I'm Coming - LIMELIGHT 86038 (27/5/66) under pseudonym "Malcolm Bass"
- George Braith - Laughing Soul - PR 7474 (1/3/1966)
- Grassella Oliphant - The Grass is Greener - ATL 1494 (1/3/1966)
- Clifford Jordan - Soul Fountain - VORTEX 2101 (12/10/1966)
- Grant Green - Iron City - COBBLESTONE 9002 (1967)
- Johnny Lytle - Everything Must Change - MUSE 5158 (31/10/1977)
- John Zorn - The Big Gundown - ELEKTRA/NONESUCH79139 (9/84-9/85)
- John Zorn - Spillane - ELEKTRA/NONESUCH 79172 (8/86-9/87)
- Jimmy Ponder - Mean Streets-No Bridges - MUSE 5324 (19/6/1987)
- Jimmy Ponder - Jump - MUSE 5347 (28/3/1988)
- Richard Pierson - Opening Statement - THE JAZZ LABEL LTD TJL001 (1997)